# Scaligeria kuramensis
Scaligeria kuramensis är en flockblommig växtart som först beskrevs av Jevgenij Korovin, och fick sitt nu gällande namn av Jevgenij Korovin. Scaligeria kuramensis ingår i släktet Scaligeria och familjen flockblommiga växter. Inga underarter finns listade i Catalogue of Life.